# Димитър Боримечков
Димитър Иванов Боримечков е журналист, фотограф, поет в Молдова и България, етнически българин.

## Биография
Роден е на 1 май 1949 година в град Тараклия, Молдовска ССР, СССР. Завършва „Журналистика“ в Кишиневския държавен университет през 1981 година.
Известен е сред своите сънародници като фотохудожник, публикува свои репортажи и снимки в България, във вестниците „Роден край“ (Украйна) и „Родно слово“ (Молдова). Издава регионален литературно-публицистичен вестник „Български глас“ (и е негов главен редактор) в родния си град Тараклия.
Участва в научни и културни конференции в България (София, Велико Търново, Сливен, Добрич) и в Молдова (Кишинев, Комрат1 Тараклия).
Награден е с паметен медал „Иван Вазов“ от Държавната агенция за българите в чужбина в София.
Специализира в Департамента за информация и усъвършенстване на учителите в София. Темата на специализацията му е: „Българската литература в Бесарабия: автори и произведения, образи и теми“.
През 1997 година в българското издателство „Родно слово“ в Кишинев излиза първата му книжка с прозаични скици и снимки, а през 1998 година – неговата стихосбирка „Синята далечина“. През 1999 година във Велико Търново излиза сборникът му „Аз искам утре да живея пак“ – поетически разкази, спомени, лирични миниатюри.
През 2005 година се преселва да живее в България, а през 2009 година получава българско гражданство. Член е на Съюза на независимите български писатели в София.